# Grandrieu (Lozère)
Pour les articles homonymes, voir Grandrieu.
Grandrieu [gʁɑ̃ʁjø] est une commune française, située dans le nord du département de la Lozère en région Occitanie.
Exposée à un climat de montagne, elle est drainée par le Chapeauroux, l'Ance, le Grandrieu, le Merdaric, la Bataille, le Coumbaury et par divers autres petits cours d'eau. La commune possède un patrimoine naturel remarquable : un site Natura 2000 (le « haut Val d'Allier ») et trois zones naturelles d'intérêt écologique, faunistique et floristique.
Grandrieu est une commune rurale qui compte 742 habitants en 2022, après avoir connu un pic de population de 1 861 habitants en 1881. Ses habitants sont appelés les Grandrieunais ou Grandrieunaise.

## Géographie

### Localisation
Commune située dans le nord du département de la Lozère, proche de celui de la Haute-Loire.

### Communes limitrophes
Les communes limitrophes sont  Auroux, Bel-Air-Val-d'Ance, La Panouse, Saint Bonnet-Laval, Saint-Jean-la-Fouillouse, Saint-Paul-le-Froid et Saint-Sauveur-de-Ginestoux.
|                     | Bel-Air-Val-d'Ance         | Saint Bonnet-Laval       |
| Saint-Paul-le-Froid | Grandrieu                  | Auroux                   |
| La Panouse          | Saint-Sauveur-de-Ginestoux | Saint-Jean-la-Fouillouse |

### Géologie et relief
La commune de Grandrieu, construite sur un plateau granitique, est située dans le massif de la Margeride.

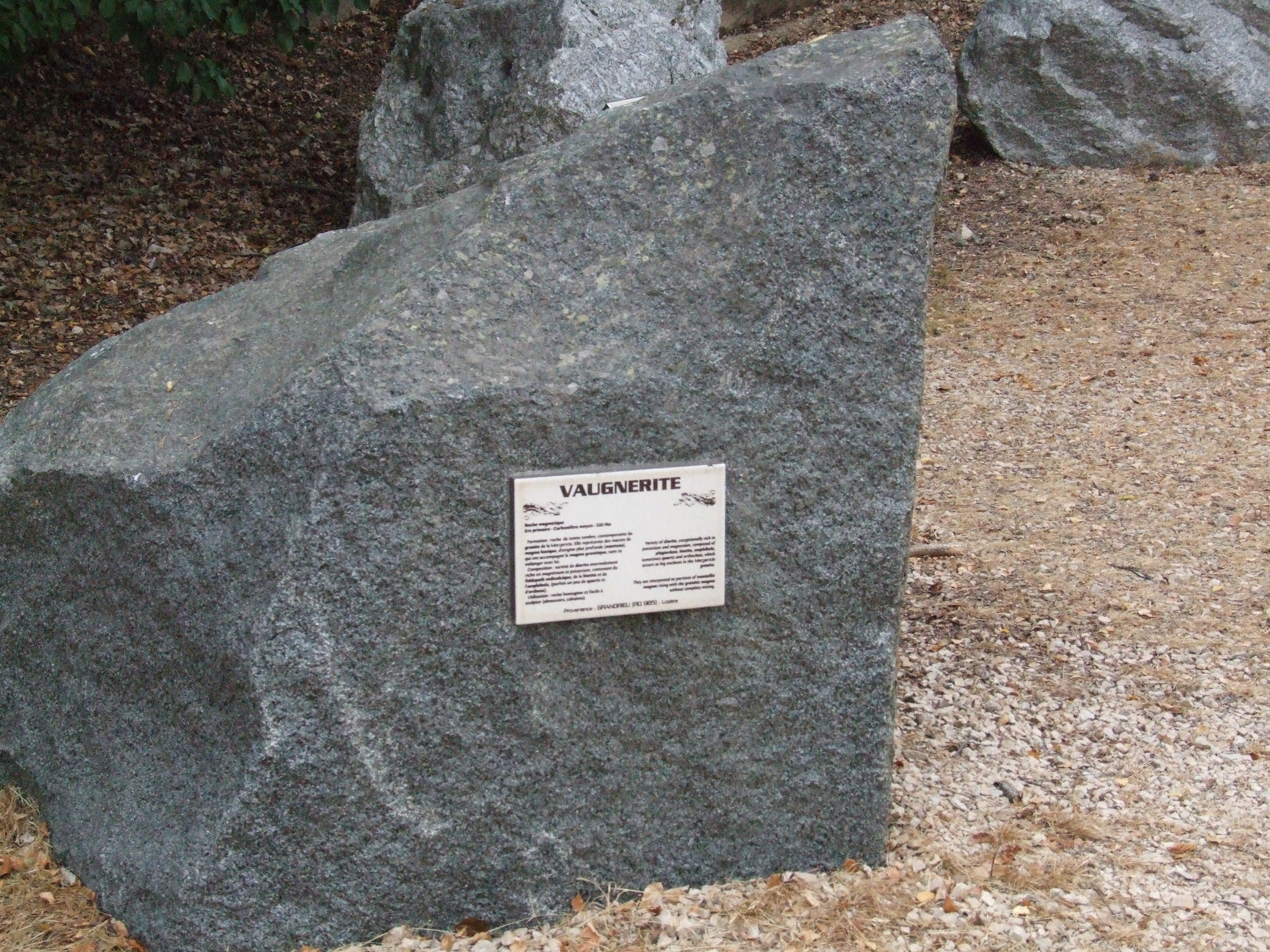
Echantillon de Vaugnerite provenant de la commune de Grandrieu

Un exemplaire de Vaugnerite est exposée dans le cadre du géoscope de l'aire de la Lozère sortie 32 de l'autoroute de la méridienne n°75

### Hydrographie
Le Grandrieu arrose la commune.

### Climat
Le climat qui caractérise la commune est qualifié, en 2010, de « climat océanique altéré », selon la typologie des climats de la France qui compte alors huit grands types de climats en métropole. En 2020, la commune ressort du même type de climat dans la classification établie par Météo-France, qui ne compte désormais, en première approche, que cinq grands types de climats en métropole. Ce type de climat, Il s’agit d’une zone de transition entre le climat océanique et les climats de montagne et le climat semi-continental. Les écarts de température entre hiver et été augmentent avec l'éloignement de la mer. La pluviométrie est plus faible qu'en bord de mer, sauf aux abords des reliefs.
Les paramètres climatiques qui ont permis d’établir la typologie de 2010 comportent six variables pour les températures et huit pour les précipitations, dont les valeurs correspondent à la normale 1971-2000. Les sept principales variables caractérisant la commune sont présentées dans l'encadré suivant.
| Paramètres climatiques communaux sur la période 1971-2000 - Moyenne annuelle de température : 6,6 °C - Nombre de jours avec une température inférieure à −5 °C : 12 j - Nombre de jours avec une température supérieure à 30 °C : 0 j - Amplitude thermique annuelle : 15,4 °C - Cumuls annuels de précipitation : 830 mm - Nombre de jours de précipitation en janvier : 10,2 j - Nombre de jours de précipitation en juillet : 6,5 j |

Avec le changement climatique, ces variables ont évolué. Une étude réalisée en 2014 par la Direction générale de l'Énergie et du Climat complétée par des études régionales prévoit en effet que la  température moyenne devrait croître et la pluviométrie moyenne baisser, avec toutefois de fortes variations régionales. La station météorologique de Météo-France installée sur la commune et en service de 1987 à 2020 permet de connaître l'évolution des indicateurs météorologiques. Le tableau détaillé pour la période 1981-2010 est présenté ci-après.
| Mois                                  | jan.         | fév.          | mars           | avril         | mai             | juin            | jui.          | août            | sep.            | oct.          | nov.             | déc.           | année      |
| ------------------------------------- | ------------ | ------------- | -------------- | ------------- | --------------- | --------------- | ------------- | --------------- | --------------- | ------------- | ---------------- | -------------- | ---------- |
| Température minimale moyenne (°C)     | −3,5         | −3,6          | −1,5           | 0,5           | 4,5             | 7,5             | 9,6           | 9,8             | 6,4             | 3,9           | −0,5             | −3             | 2,5        |
| Température moyenne (°C)              | −0,1         | 0,2           | 2,9            | 5             | 9,6             | 13,1            | 15,7          | 15,8            | 11,6            | 8,1           | 2,9              | 0,3            | 7,1        |
| Température maximale moyenne (°C)     | 3,3          | 3,9           | 7,3            | 9,5           | 14,7            | 18,6            | 21,7          | 21,8            | 16,8            | 12,2          | 6,3              | 3,5            | 11,7       |
| Record de froid (°C) date du record   | −18 19.01.17 | −20 05.02.12  | −20,7 01.03.05 | −10 08.04.03  | −5,3 08.05.1997 | −1,5 06.06.1989 | 2 12.07.00    | −0,2 06.08.1987 | −2,5 29.09.1993 | −9,7 25.10.03 | −14,2 23.11.1988 | −19,5 16.12.01 | −20,7 2005 |
| Record de chaleur (°C) date du record | 19 20.01.08  | 20,5 26.02.19 | 21 15.03.12    | 22,8 07.04.11 | 27 11.05.12     | 35,5 27.06.19   | 34,3 07.07.15 | 34 12.08.03     | 32 16.09.1987   | 24,4 03.10.11 | 21,5 07.11.15    | 19 02.12.15    | 35,5 2019  |
| Précipitations (mm)                   | 59,7         | 51,1          | 43,3           | 73,6          | 88,6            | 76,3            | 52,6          | 76,3            | 86,2            | 94,3          | 78,9             | 60,5           | 841,4      |

### Milieux naturels et biodiversité

#### Réseau Natura 2000

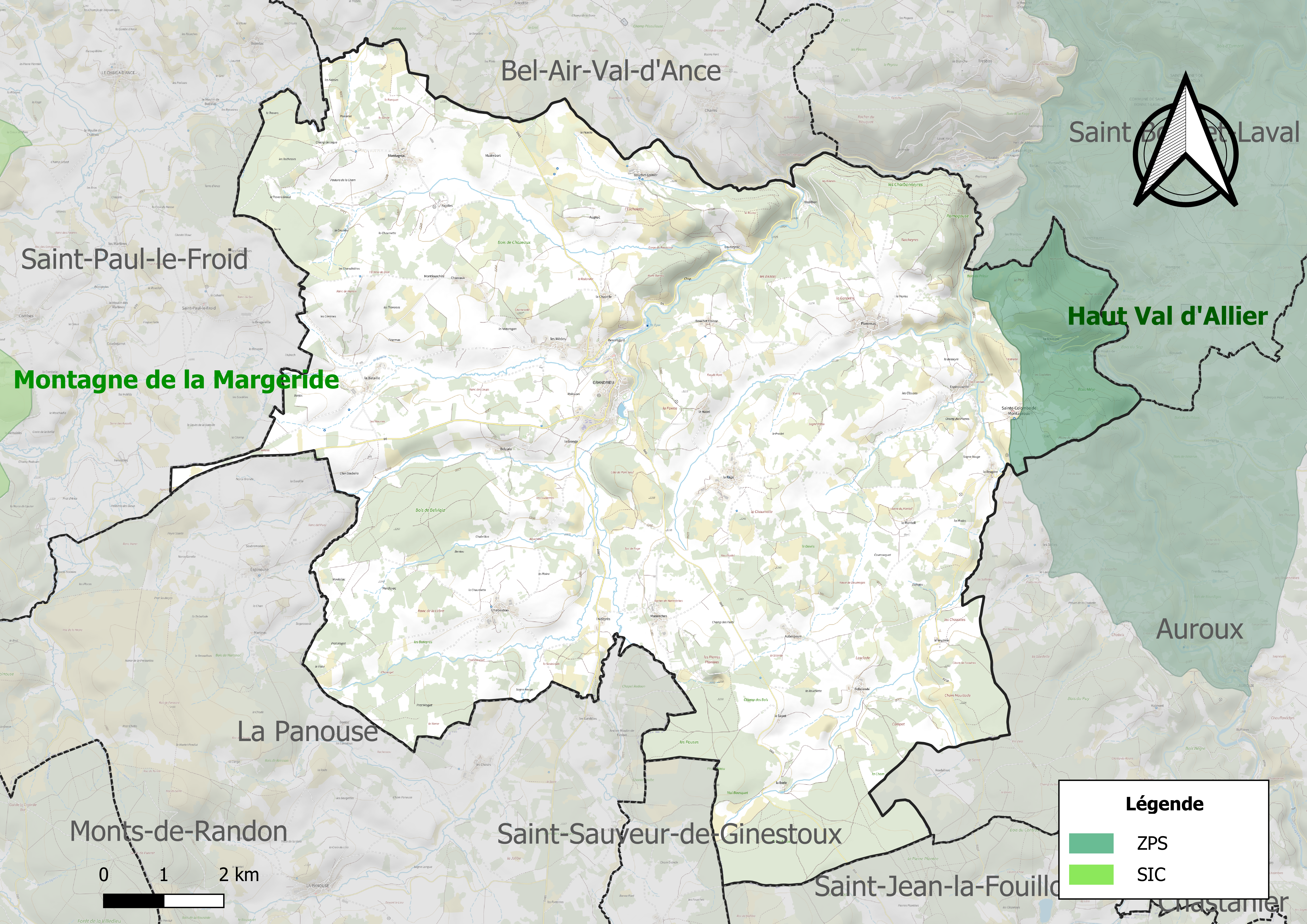
Sites Natura 2000 sur le territoire communal.

Le réseau Natura 2000 est un réseau écologique européen de sites naturels d'intérêt écologique élaboré à partir des directives habitats et oiseaux, constitué de zones spéciales de conservation (ZSC) et de zones de protection spéciale (ZPS).
Un site Natura 2000 a été défini sur la commune au titre  de la directive oiseaux : le « haut Val d'Allier », d'une superficie de 58 906 ha0.

#### Zones naturelles d'intérêt écologique, faunistique et floristique
L’inventaire des zones naturelles d'intérêt écologique, faunistique et floristique (ZNIEFF) a pour objectif de réaliser une couverture des zones les plus intéressantes sur le plan écologique, essentiellement dans la perspective d’améliorer la connaissance du patrimoine naturel national et de fournir aux différents décideurs un outil d’aide à la prise en compte de l’environnement dans l’aménagement du territoire.
Deux ZNIEFF de type 1 sont recensées sur la commune :
la « rivière de l'Ance en amont de Saint-Symphorien » (85 ha), couvrant 3 communes du département, et 
la « rivière du Chapeauroux » (357 ha), couvrant 9 communes du département
et une ZNIEFF de type 2, : 
la « vallée du Chapeauroux » (10 037 ha), couvrant 12 communes dont une dans la Haute-Loire et 11 dans la Lozère.

Cartes des ZNIEFF de type 1 et 2 à Grandrieu.
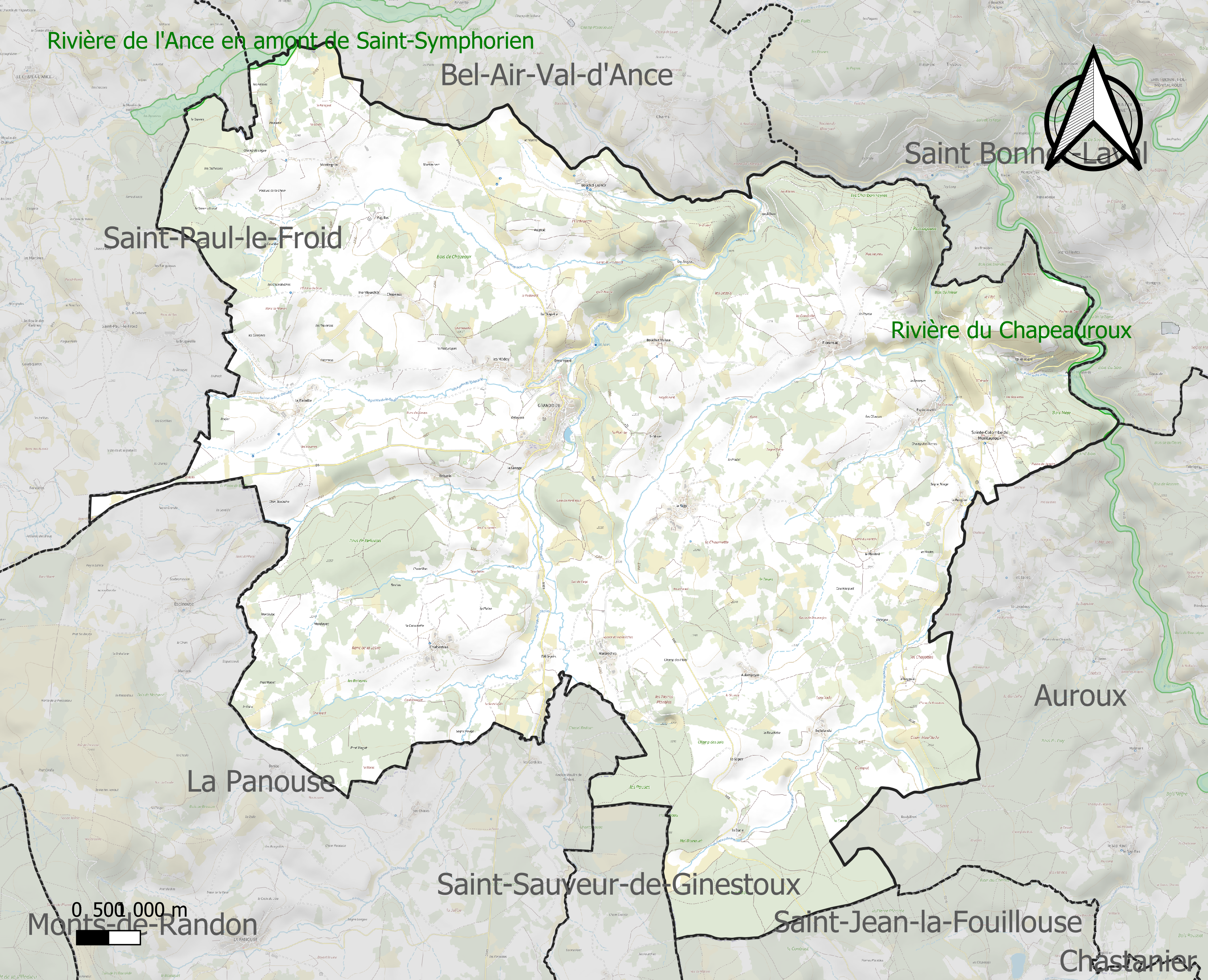
Carte des ZNIEFF de type 1 sur la commune.
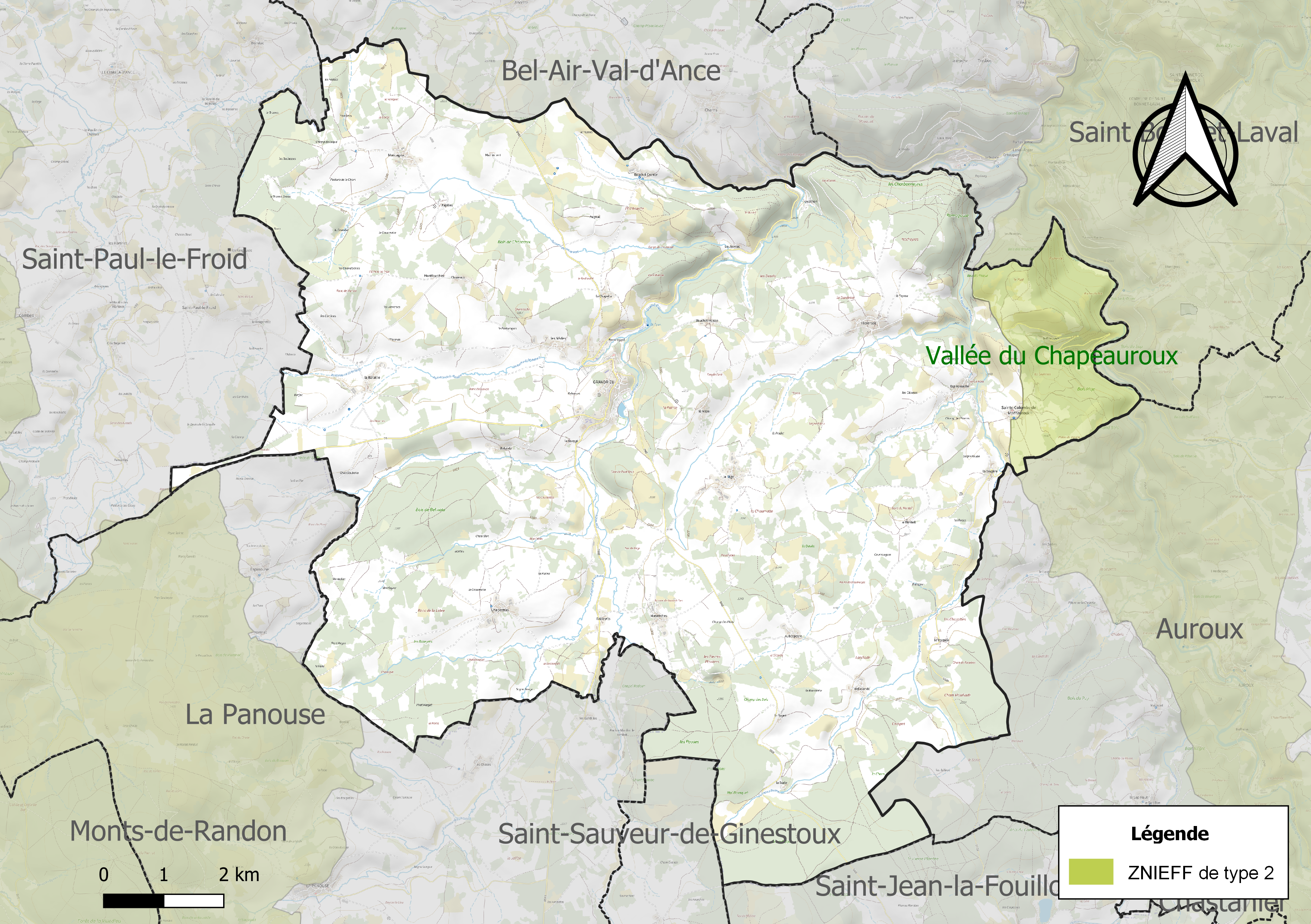
Carte de la ZNIEFF de type 2 sur la commune.

## Urbanisme

### Typologie
Grandrieu est une commune rurale, car elle fait partie des communes peu ou très peu denses, au sens de la grille communale de densité de l'Insee,,,.
La commune est en outre hors attraction des villes,.

### Occupation des sols
L'occupation des sols de la commune, telle qu'elle ressort de la base de données européenne d’occupation biophysique des sols Corine Land Cover (CLC), est marquée par l'importance des forêts et milieux semi-naturels (51,5 % en 2018), néanmoins en diminution par rapport à 1990 (57,7 %). La répartition détaillée en 2018 est la suivante : 
forêts (37,3 %), zones agricoles hétérogènes (26,1 %), prairies (21,6 %), milieux à végétation arbustive et/ou herbacée (14,2 %), zones urbanisées (0,8 %). L'évolution de l’occupation des sols de la commune et de ses infrastructures peut être observée sur les différentes représentations cartographiques du territoire : la carte de Cassini (XVIIIe siècle), la carte d'état-major (1820-1866) et les cartes ou photos aériennes de l'IGN pour la période actuelle (1950 à aujourd'hui).

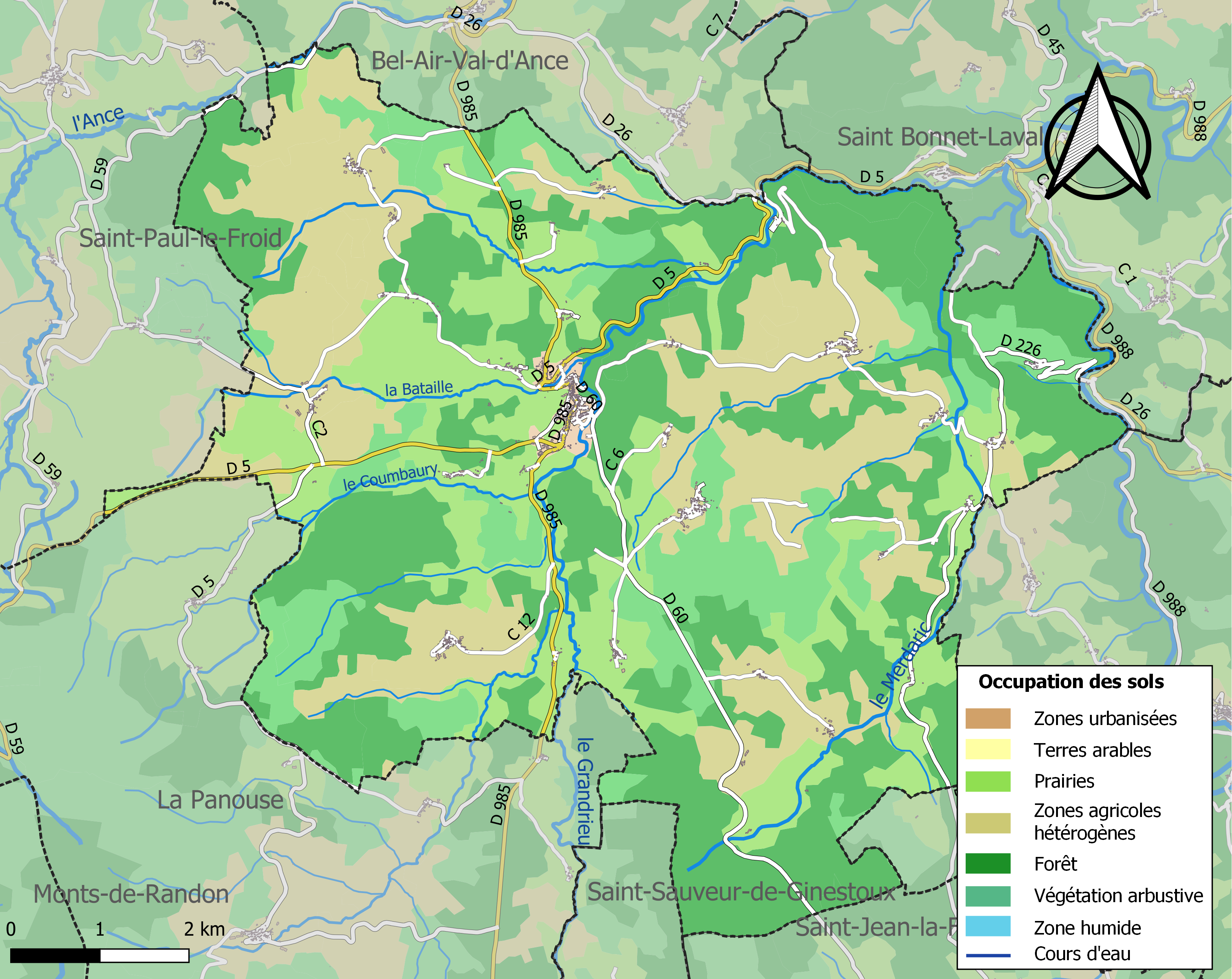
Carte des infrastructures et de l'occupation des sols de la commune en 2018 (CLC).

### Lieux-dits, hameaux et écarts
Liste des hameaux :
- la Bataille
- Montfourchès
- Bouchet-Fraisse
- Florensac
- Espinousette
- Chazeau
- la Grange
- Belviala
- Bédillon
- Augnac
- Mazimbert
- Bouchet-Grenier
- Fajolle
- l'Aldeyrès
- Aubespeyre
- Bellelande
- Mararèche
- Chabestras
- la Chapelle
- la Fage
- les Mèdes
- Montagnac
- la Brugère
- la Rouvière
- la Borie
- le Sapet
- Saint-Colombe-de-Montauroux (ancienne commune rattachée à la commune de Grandrieu en 1965)

### Risques naturels et technologiques
Le territoire de la commune de Grandrieu est vulnérable à différents aléas naturels : météorologiques (tempête, orage, neige, grand froid, canicule ou sécheresse), inondations, feux de forêts et séisme (sismicité faible). Il est également exposé à un risque particulier : le risque de radon. Un site publié par le BRGM permet d'évaluer simplement et rapidement les risques d'un bien localisé soit par son adresse soit par le numéro de sa parcelle.

#### Risques naturels
Certaines parties du territoire communal sont susceptibles d’être affectées par le risque d’inondation par débordement de cours d'eau, notamment le Chapeauroux, l'Ance, le Grandrieu et le Merdaric. La commune a été reconnue en état de catastrophe naturelle au titre des dommages causés par les inondations et coulées de boue survenues en 1982, 1993, 1994 et 2020,.
Grandrieu est exposée au risque de feu de forêt. Un plan départemental de protection des forêts contre les incendies (PDPFCI) a été approuvé en décembre 2014 pour la période 2014-2023. Les mesures individuelles de prévention contre les incendies sont précisées par divers arrêtés préfectoraux et s’appliquent dans les zones exposées aux incendies de forêt et à moins de 200 mètres de celles-ci. L’arrêté du 23 mars 2018, complété par un arrêté de 2020, réglemente l'emploi du feu en interdisant notamment d’apporter du feu, de fumer et de jeter des mégots de cigarette dans les espaces sensibles et sur les voies qui les traversent sous peine de sanctions. L'arrêté du 23 août 2021, abrogeant un arrêté de 2002, rend le débroussaillement obligatoire, incombant au propriétaire ou ayant droit,,.

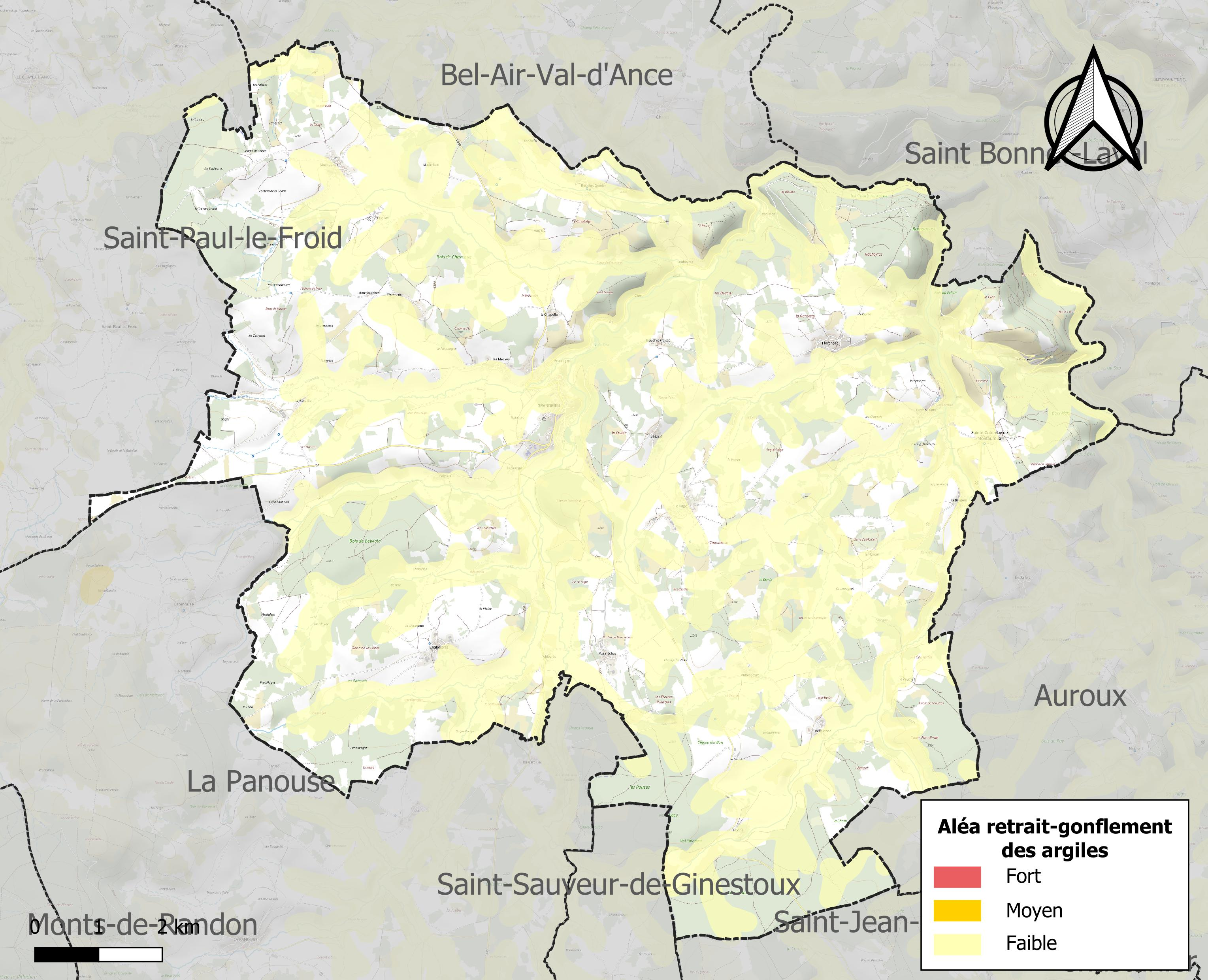
Carte des zones d'aléa retrait-gonflement des sols argileux de Grandrieu.

Le retrait-gonflement des sols argileux est susceptible d'engendrer des dommages importants aux bâtiments en cas d’alternance de périodes de sécheresse et de pluie. Aucune partie du territoire de la commune n'est en aléa moyen ou fort (15,8 % au niveau départemental et 48,5 % au niveau national). Sur les 571 bâtiments dénombrés sur la commune en 2019, aucun n'est en aléa moyen ou fort, à comparer aux 14 % au niveau départemental et 54 % au niveau national. Une cartographie de l'exposition du territoire national au retrait gonflement des sols argileux est disponible sur le site du BRGM,.
Par ailleurs, afin de mieux appréhender le risque d’affaissement de terrain, l'inventaire national des cavités souterraines permet de localiser celles situées sur la commune.

#### Risque particulier
Dans plusieurs parties du territoire national, le radon, accumulé dans certains logements ou autres locaux, peut constituer une source significative d’exposition de la population aux rayonnements ionisants. Certaines communes du département sont concernées par le risque radon à un niveau plus ou moins élevé. Selon la classification de 2018, la commune de Grandrieu est classée en zone 3, à savoir zone à potentiel radon significatif.

## Toponymie
Grandrieu s'appelle ainsi à cause du ruisseau le Grand Rieu qui longe le village.

## Histoire
En 1965, Grandrieu fusionne avec Sainte-Colombe-de-Montauroux.

## Politique et administration

### Découpage territorial
La commune de Grandrieu est membre de la communauté de communes Randon - Margeride, un établissement public de coopération intercommunale (EPCI) à fiscalité propre créé le 30 novembre 2016 dont le siège est à Monts-de-Randon. Ce dernier est par ailleurs membre d'autres groupements intercommunaux.
Sur le plan administratif, elle est rattachée à l'arrondissement de Mende, à la circonscription administrative de l'État de la Lozère et à la région Occitanie.
Sur le plan électoral, elle dépend du canton de Grandrieu pour l'élection des conseillers départementaux, depuis le redécoupage cantonal de 2014 entré en vigueur en 2015, et de la circonscription de la Lozère pour les élections législatives, depuis le dernier découpage électoral de 2010.

### Liste des maires
| Période    | Période  | Identité            | Étiquette | Qualité |
| ---------- | -------- | ------------------- | --------- | ------- |
| avant 1988 | ?        | Jean-Robert Julien  |           |         |
| 2001       | 2008     | Pierre Merle        | UDF       |         |
| 2008       | 2014     | Jean-Claude Laroche | SE        |         |
| 2014       | 2020     | Guy Galtier         | DVD       |         |
| 2020       | En cours | Guy Galtier         | SE        |         |

### Jumelages
| Ville | Ville       | Pays | Pays       |
| ----- | ----------- | ---- | ---------- |
|       | Grandrieu   |      | Belgique   |
|       | Little Rock |      | États-Unis |

## Population et société

### Démographie
L'évolution du nombre d'habitants est connue à travers les recensements de la population effectués dans la commune depuis 1793. Pour les communes de moins de 10 000 habitants, une enquête de recensement portant sur toute la population est réalisée tous les cinq ans, les populations de référence des années intermédiaires étant quant à elles estimées par interpolation ou extrapolation. Pour la commune, le premier recensement exhaustif entrant dans le cadre du nouveau dispositif a été réalisé en 2008.

En 2022, la commune comptait 742 habitants, en évolution de −0,13 % par rapport à 2016 (Lozère : +0,11 %, France hors Mayotte : +2,11 %).
| 1793  | 1800  | 1806  | 1821  | 1831  | 1836  | 1841  | 1846  | 1851  |
| ----- | ----- | ----- | ----- | ----- | ----- | ----- | ----- | ----- |
| 1 560 | 1 535 | 1 600 | 1 403 | 1 462 | 1 504 | 1 509 | 1 630 | 1 626 |

| 1856  | 1861  | 1866  | 1872  | 1876  | 1881  | 1886  | 1891  | 1896  |
| ----- | ----- | ----- | ----- | ----- | ----- | ----- | ----- | ----- |
| 1 630 | 1 555 | 1 586 | 1 609 | 1 646 | 1 861 | 1 811 | 1 542 | 1 655 |

| 1901  | 1906  | 1911  | 1921  | 1926  | 1931  | 1936  | 1946  | 1954  |
| ----- | ----- | ----- | ----- | ----- | ----- | ----- | ----- | ----- |
| 1 599 | 1 685 | 1 535 | 1 289 | 1 317 | 1 259 | 1 231 | 1 116 | 1 014 |

| 1962 | 1968  | 1975 | 1982 | 1990 | 1999 | 2006 | 2008 | 2013 |
| ---- | ----- | ---- | ---- | ---- | ---- | ---- | ---- | ---- |
| 940  | 1 044 | 963  | 876  | 844  | 773  | 764  | 761  | 759  |

| 2018 | 2022 | - | - | - | - | - | - | - |
| ---- | ---- | - | - | - | - | - | - | - |
| 752  | 742  | - | - | - | - | - | - | - |

### Manifestations culturelles et festivités
- Festival du Grand Rieur : organisé début août[34].

## Économie

### Revenus
En 2018, la commune compte 323 ménages fiscaux, regroupant 655 personnes. La médiane du revenu disponible par unité de consommation est de 19 190 € (20 420 € dans le département).

### Emploi
|                | 2008  | 2013  | 2018  |
| -------------- | ----- | ----- | ----- |
| Commune        | 2,6 % | 2 %   | 4 %   |
| Département    | 5 %   | 6,4 % | 7,1 % |
| France entière | 8,3 % | 10 %  | 10 %  |

En 2018, la population âgée de 15 à 64 ans s'élève à 447 personnes, parmi lesquelles on compte 74,3 % d'actifs (70,2 % ayant un emploi et 4 % de chômeurs) et 25,7 % d'inactifs,. Depuis 2008, le taux de chômage communal (au sens du recensement) des 15-64 ans est inférieur à celui de la France et du département.
La commune est hors attraction des villes,. Elle compte 306 emplois en 2018, contre 304 en 2013 et 312 en 2008. Le nombre d'actifs ayant un emploi résidant dans la commune est de 323, soit un indicateur de concentration d'emploi de 94,8 % et un taux d'activité parmi les 15 ans ou plus de 50,9 %.
Sur ces 323 actifs de 15 ans ou plus ayant un emploi, 189 travaillent dans la commune, soit 59 % des habitants. Pour se rendre au travail, 68,1 % des habitants utilisent un véhicule personnel ou de fonction à quatre roues, 4,6 % les transports en commun, 13,6 % s'y rendent en deux-roues, à vélo ou à pied et 13,6 % n'ont pas besoin de transport (travail au domicile).

## Culture locale et patrimoine

### Lieux et monuments
- Église Saint-Martin de Grandrieu. L'édifice a été classé au titre des monuments historiques en 1930[35]. Plusieurs objets sont référencés dans la base Palissy (voir les notices liées)[35]. L'église est ouverte à la visite pour ses fresques anciennes. Le clocher abrite 3 cloches.
- Église Sainte-Colombe de Sainte-Colombe-de-Montauroux.
- Chapelle Saint-Méen de Grandrieu.
- Vieux pont étroit connu sous le terme de « pont romain », permettait le franchissement du Grand Rieu sur le chemin reliant Saugues à Langogne. Le GR 4 emprunte ce vieux pont[36]. Franchissant le Grand Rieu au pied du bourg, il est considéré comme romain par la tradition et ferait partie de la voie Agrippa. La municipalité de Grandrieu a obtenu une aide de la région Languedoc-Roussillon et du conseil général de la Lozère pour des travaux de consolidation, de rénovation et mise en valeur du patrimoine en 2011.
- Vestige de mur de l'ancien donjon démoli au début du XXe siècle
- Porte en granit provenant de l'ancien château du Chayla d'Ance, porte classée
- Fontaine de la rue Basse
- Statues de l'Archange Saint-Michel (place Saint-Michel) et de Jeanne-d'Arc (près de l'église)
- Curiosité : la chaîne des suppliciés

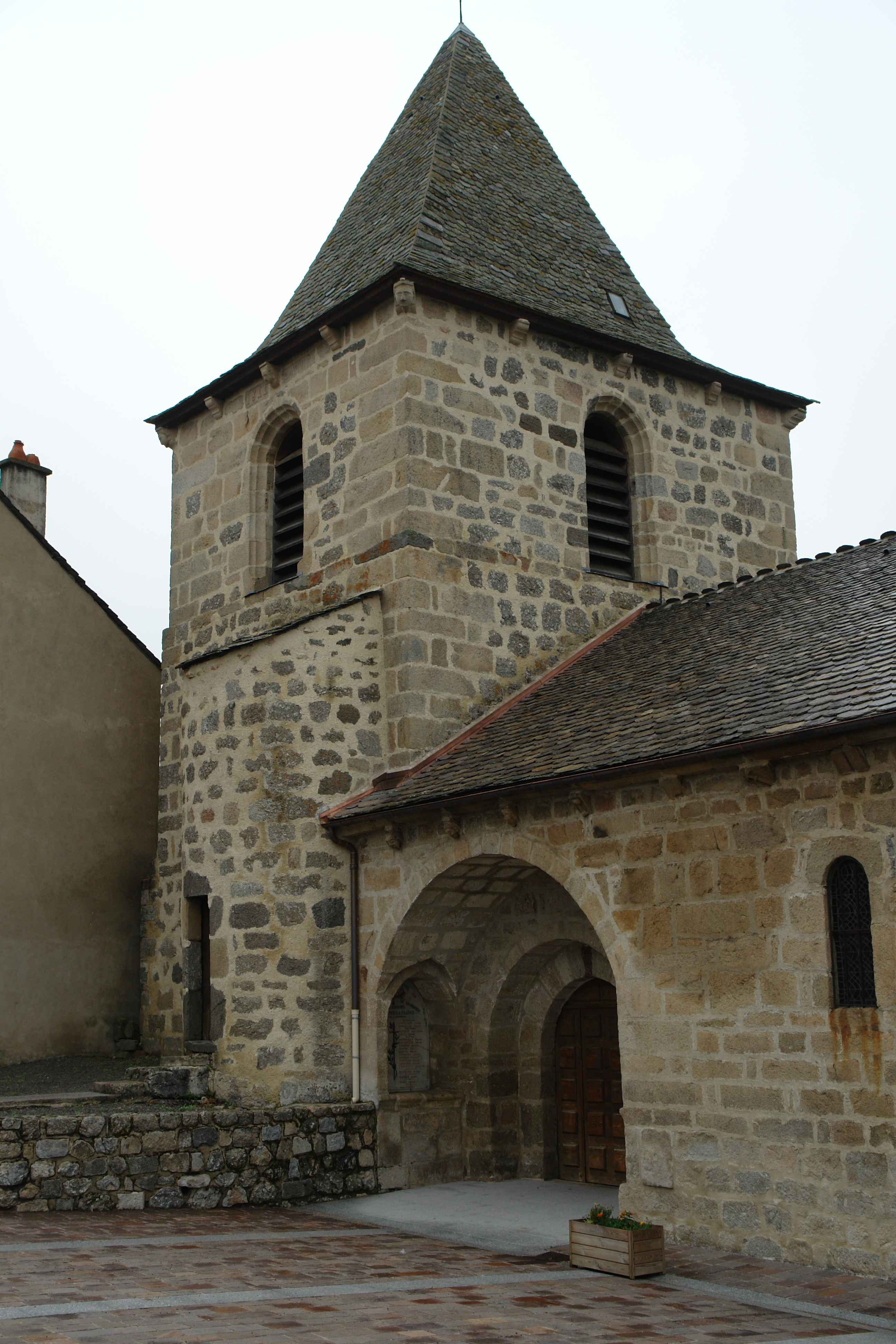
Église de Grandrieu.
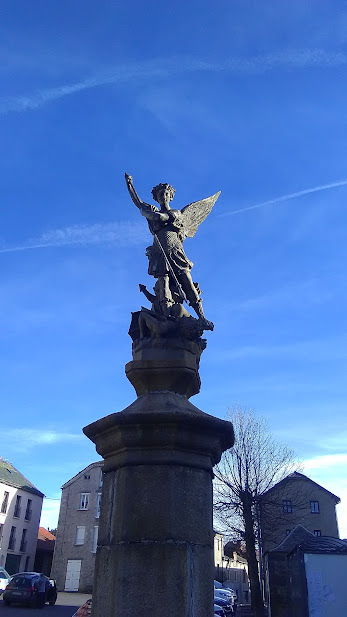
Statue de l'Archange Saint-Michel.
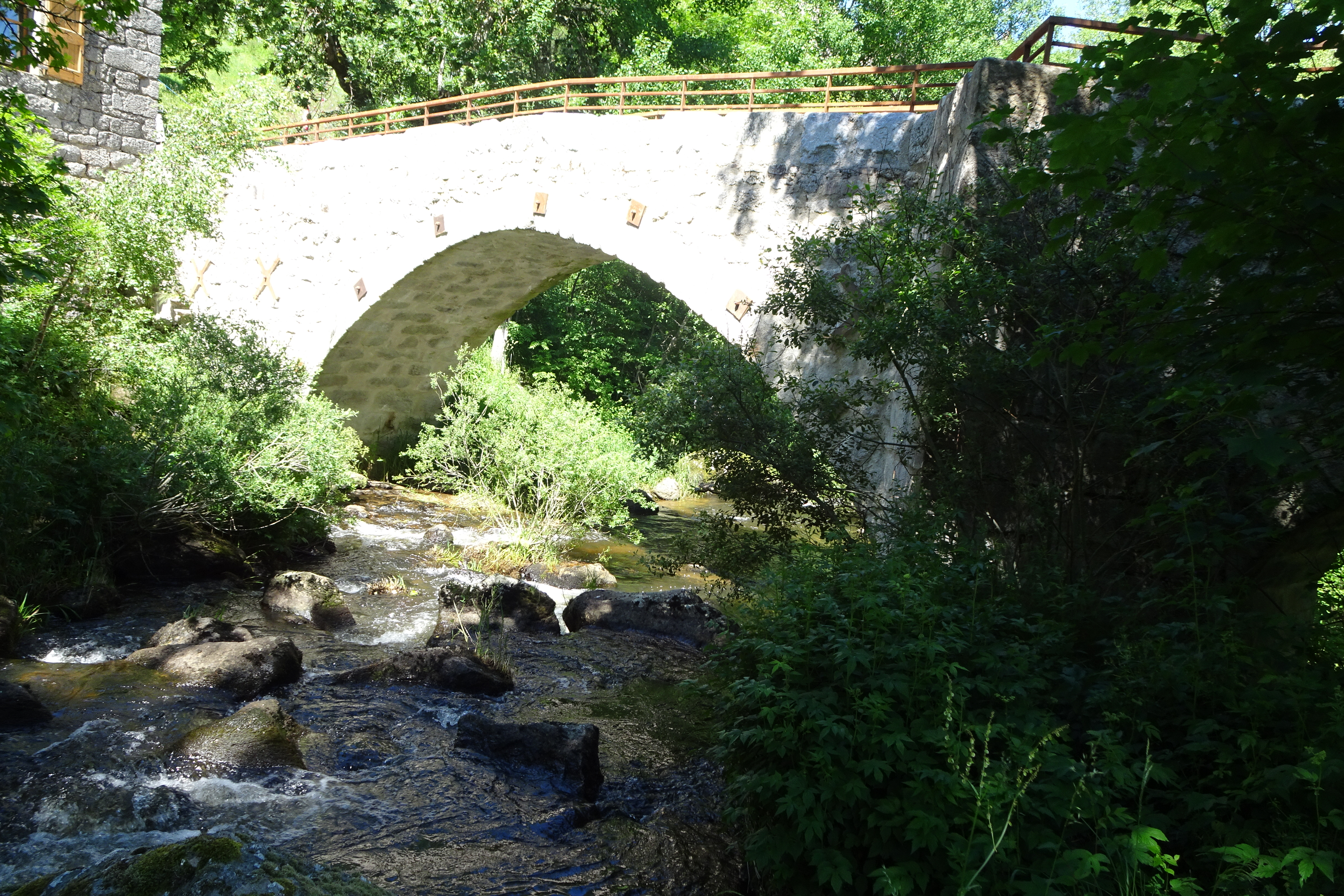
Pont Romain à Grandrieu.
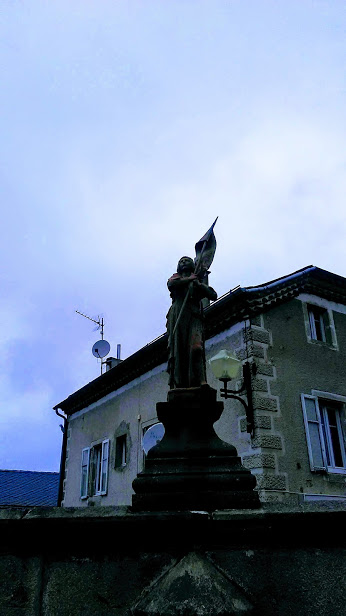
Statue de Jeanne d'Arc.
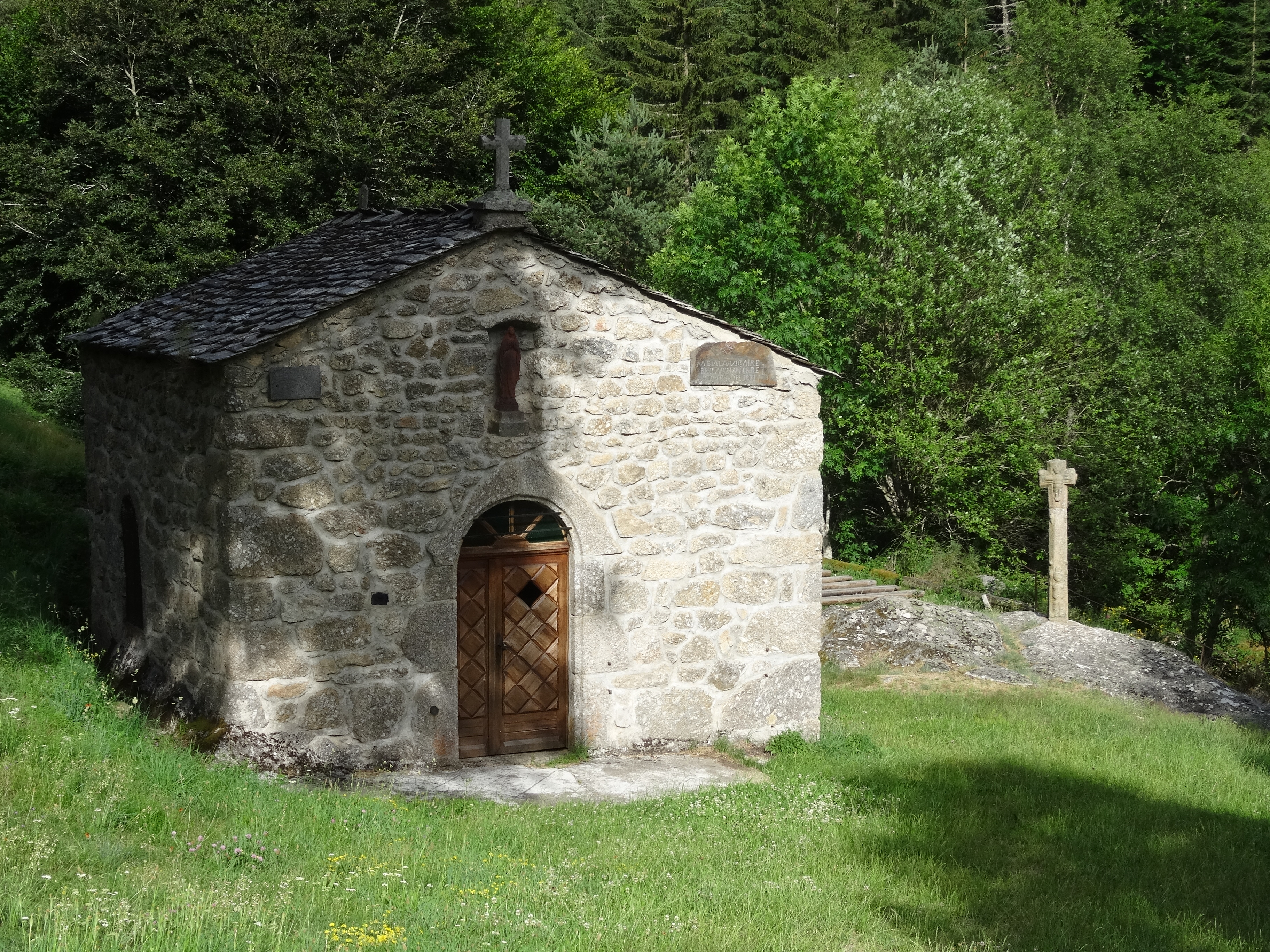
Chapelle Saint-Méen-Grandrieu-Margeride-Lozère.

Des chemins balisés permettent les randonnées à pied, à vélo ou à cheval. En dehors du village direction de Laval-Atger, la chapelle Saint-Méen est ouverte à la visite. Elle est connue pour son eau guérisseuse, si l'on trempe son mouchoir dedans.

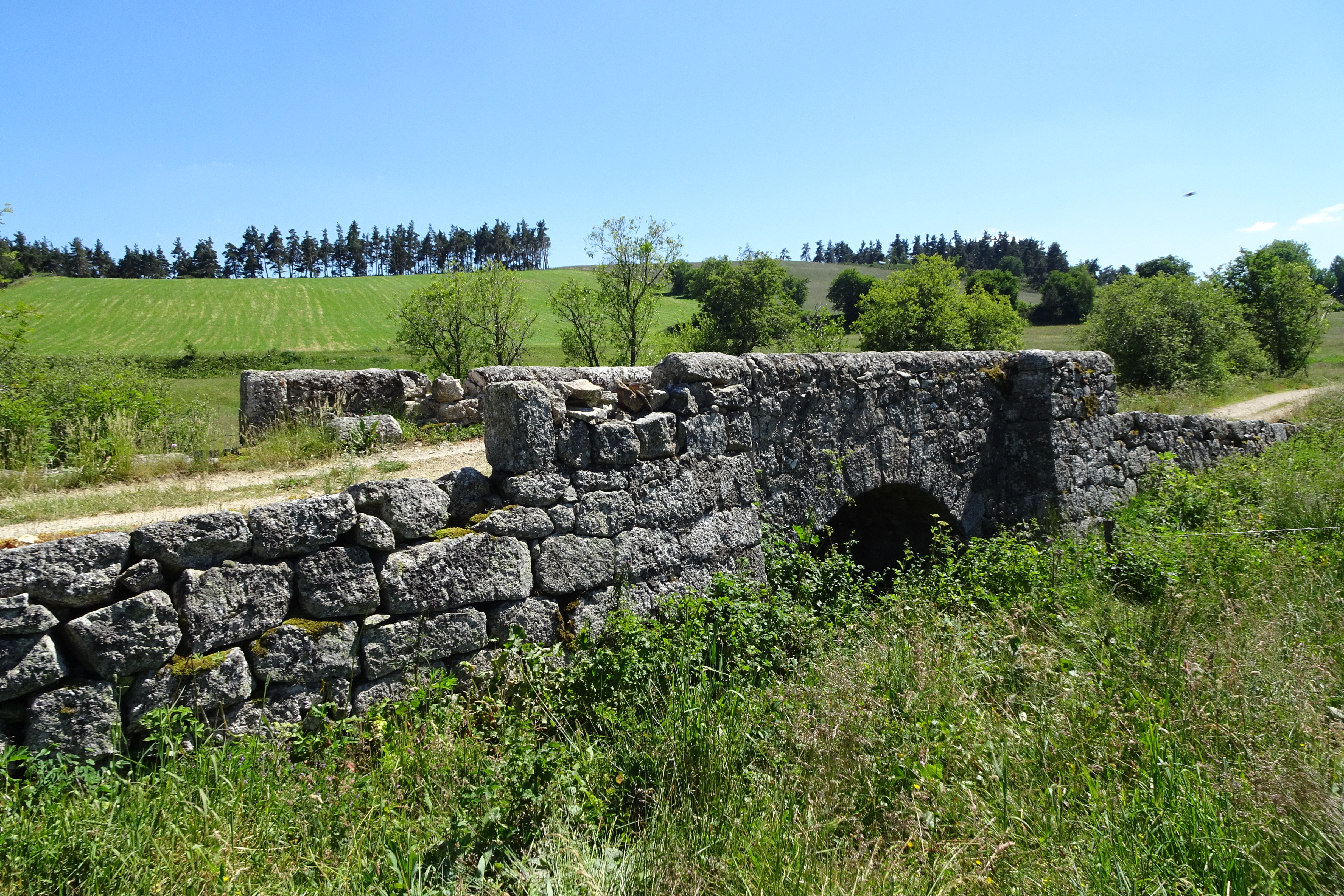
Vieux pont de la Bataille, commune de Grandrieu.

- le village de la Bataille avec son vieux four à pain surmonté de la cloche de l'ancienne école et son vieux pont enjambant le ruisseau de la Bataille sur le chemin menant à Grandrieu ;
- les chemins de randonnée empruntant l'ancienne voie romaine dite Via Agrippa ;
- la croix de Pasquet ;
- la croix du Chapeau ;
- le Ron de la Mariou et son panorama exceptionnel ;
- Montfourchès et sa voie d'Aggripa.

### Personnalités liées à la commune
- Étienne de Laporte-Belviala (1756-1833), né à Grandrieu.

### Héraldique
| Grandrieu | Son blasonnement est : d'or aux deux pals de gueules. |